# Mus musculus muralis
Chuột nhà St Kilda (Danh pháp khoa học: Mus musculus muralis) là một phân loài đã tuyệt chủng của loài chuột nhà được tìm thấy chỉ trên các hòn đảo của quần đảo St Kilda ở Tây Bắc Scotland. 

## Đặc điểm
Nó không chắc chắn rằng khi chúng được cho là lần đầu tiên đến đảo, nhưng có thể là chúng vô tình đã được vận chuyển ở đó trong thời kỳ Norse (Na Uy bành trướng). Nằm trên các hòn đảo, chuột nhà St Kilda phân tách từ họ hàng của chúng. Nó đã trở nên lớn hơn các giống đại lục, mặc dù nó có một số đặc điểm chung với một phân loài được tìm thấy trên Mykines ở Quần đảo Faroe là loài Mus musculus mykinessiensis
Khi những người St Kildans cuối cùng được sơ tán vào năm 1930, những con chuột nhà này đã rơi vào tình trạng tuyệt chủng rất nhanh, vì nó liên quan chặt chẽ đến việc định cư của con người do chúng ăn thức ăn vương vãi của con người. Một số mẫu vật tồn tại trong viện bảo tàng nhưng một người anh em của chúng là Chuột đồng St Kilda (Apodemus sylvaticus hirtensis) vẫn còn hiện diện.